# Lamorlaye
Lamorlaye település Franciaországban, Oise megyében. Lakosainak száma 9097 fő (2022. január 1.). Lamorlaye Gouvieux, Boran-sur-Oise, Chantilly, Coye-la-Forêt és Asnières-sur-Oise községekkel határos.

## Népesség
A település népességének változása:
| Lakosok száma | 9136 | 8989 | 9162 | 8881 | 8823 | 8784 | 8889 | 8993 | 9097 |
|               | 2013 | 2015 | 2016 | 2017 | 2018 | 2019 | 2020 | 2021 | 2022 |